# Кандыбин, Дмитрий Яковлевич
Дмитрий Яковлевич Кандыбин (1889, село Касторное, Воронежская губерния — 1952, Москва) — сотрудник ВЧК-ОГПУ-НКВД и ВКВС СССР, диввоенюрист.

## Биография
Член РСДРП(б) с 1917. Февральская революция застала в Чернигове, губернский партийный комитет направляет в Минск, где избирается председателем уездного комитета партии. В 1918 возглавил путём избрания волостной комитет РКП(б) в родном селе.
С 1918 в ВЧК при СНК РСФСР. С марта 1921 по 6 февраля 1922 председатель Воронежской губернской ЧК. С 6 февраля 1922 по 1923 начальник Воронежского губернского отдела ГПУ. С 26 августа 1927 по 18 августа 1931 начальник Татарского областного отдела ГПУ. С 18 августа 1931 по 10 апреля 1932 полномочный представитель ОГПУ при СНК СССР по Татарской АССР.
Идея создания первого спортивного общества в Татарии родилась в коллективе чекистов. Руководил ОГПУ в те годы Дмитрий Яковлевич Кандыбин, который лично уделял особое внимание физической форме сотрудников, профессиональной и военной подготовке.
По результатам расследования М. П. Шрейдером дела о хищении спирта на пороховом заводе, в котором было замешано свыше 100 человек, в том числе 39 работников ГПУ, и проверки этих сведений комиссией ЦК под началом М. Ф. Шкирятова, выезжавшей в 1932 в Казань — был снят с должности и уволен из органов государственной безопасности, причём дело разбиралось на Политбюро ЦК.
С 1935 по 1945 член Военной коллегии Верховного Суда СССР.

## Репрессии
→
В 1950 арестован.
После смерти И. В. Сталина обвинялся в содействию массовым расстрелам, однако поскольку данные судебные решения выносились на основании постановления Государственного Комитета Обороны СССР — высшего в тот период времени органа государственной власти, действия В. В. Ульриха, В. В. Буканова, Д. Я. Кандыбина состав какого-либо преступления не содержат. На этом основании, руководствуясь пунктом 1 статьи 208 и статьи 209 УПК РСФСР уголовное дело на означенных судей было прекращено на основании пункта 2 статьи 5 уголовно-процессуального кодекса РСФСР.

## Звания
- военный юрист 1-го ранга;
- бригвоенюрист[2];
- диввоенюрист.